# Češljugovina
Češljugovina (lat. Dipsacus), biljni rod od 19 priznatih vrsta (plus jedna notovrsta dvogodišnjeg raslinja iz Europe, tropske Azije, Afrike i Urugvaja. Rod češljugovina dao je svoje ime i bivšoj porodici češljugovke, Dipsacaceae i redu češljugovinolike, Dipsacales. 
U Hrvatskoj rastu dlakava češljugovina (D. pilosus), sjetvena češljugovina (D. sativus), šumska češljugovina (D. fullonum) i krpasta češljugovina (D. laciniatus).
U Urugvaju raste Dipsacus americanus Larrañaga, nema priznati status.

## Vrste
1. Dipsacus asper Wall.
2. Dipsacus atratus Hook.f. & Thomson ex C.B.Clarke
3. Dipsacus atropurpureus C.Y.Cheng & Z.T.Yin
4. Dipsacus azureus Schrenk
5. Dipsacus cephalarioides V.A.Matthews & Kupicha
6. Dipsacus comosus Hoffmanns. & Link
7. Dipsacus ferox Loisel.
8. Dipsacus fullonum L.
9. Dipsacus gmelinii M.Bieb.
10. Dipsacus inermis Wall.
11. Dipsacus japonicus Miq.
12. Dipsacus laciniatus L.
13. Dipsacus leschenaultii Coult. ex DC.
14. Dipsacus pilosus L.
15. Dipsacus pinnatifidus Steud. ex A.Rich.
16. Dipsacus sativus (L.) Honck.
17. Dipsacus strigosus Willd. ex Roem. & Schult.
18. Dipsacus valsecchii Camarda
19. Dipsacus walkeri Arn.
20. Dipsacus ×pseudosylvestris Schur